# سیارک ۱۰۹۷۶
سیارک ۱۰۹۷۶ (به انگلیسی: 10976 Wubbena، نامگذاری:2287T-2)۱۰۹۷۶مین سیارک کشف شده‌است که در ۲۹ سپتامبر ۱۹۷۳ کشف شد.